# Cercops holbolli
Cercops holbolli är en kräftdjursart som beskrevs av Henrik Nikolai Krøyer 1843. Cercops holbolli ingår i släktet Cercops och familjen Paracercopidae. Inga underarter finns listade i Catalogue of Life.